# Yusuf I av Granada
Yusuf I av Granada, död 1354, var sultan av Granada 1333-1354.
Hans mor Bahār var en kristen konkubin (rūmiyya) som beskrivs som kysk, behärskad och filantropisk, och hennes gästfrihet prisades av besökare som Ibn Baṭṭūṭa, som besökte hovet 1351 och som nämnde: “Hans [Yūsuf I:s] ädla, fromma, och eminenta moder sände mig några gulddinarer som jag behövde”.
Han var gift med en släkting vars namn inte är bevarat, och hade två välkända konkubiner: Rim och Butayna.